# Tipula interrita
Tipula interrita är en tvåvingeart som beskrevs av Alexander 1938. Tipula interrita ingår i släktet Tipula och familjen storharkrankar. Inga underarter finns listade i Catalogue of Life.